# Suffolk (Virginia)
Suffolk è una città autonoma (independent city) degli Stati Uniti, nella parte meridionale della Virginia.

## Amministrazione

### Gemellaggi
- Oderzo